# Pargny-sous-Mureau
Pargny-sous-Mureau település Franciaországban, Vosges megyében. Lakosainak száma 184 fő (2022. január 1.). Pargny-sous-Mureau Brechainville, Grand, Liffol-le-Grand, Midrevaux, Mont-lès-Neufchâteau és Villouxel községekkel határos.

## Népesség
A település népességének változása:
| Lakosok száma | 182  | 183  | 189  | 182  | 182  | 182  | 181  | 179  | 184  |
|               | 2013 | 2015 | 2016 | 2017 | 2018 | 2019 | 2020 | 2021 | 2022 |